# Дутця (струмок)
Дутця — струмок в Україні, у Путильському районі Чернівецької області, правий доплив Білого Черемошу (басейн Дунаю).

## Опис
Довжина струмка приблизно 4 км. Формується з багатьох безіменних струмків.

## Розташування
Бере початок на південно-східних схилах хребта Максимець. Тече переважно на південний захід і впадає у річку Білий Черемош, праву притоку Черемошу.